# Ideoblothrus maya
Ideoblothrus maya är en spindeldjursart som först beskrevs av Chamberlin 1938.  Ideoblothrus maya ingår i släktet Ideoblothrus och familjen spinnklokrypare. Inga underarter finns listade i Catalogue of Life.